# Risträsk
Risträsk är en by på Stöttingfjället i den sydöstra delen av Vilhelmina kommun. Byn ligger på en sydsluttning omkring 620 meter över havet och är den högst belägna jordbruksbyn i Sverige norr om Jämtland. Länsväg 360 mellan Vilhelmina och Lycksele passerar Risträsk.

## Historia
År 1794 ansökte Nils Bryngelsson från Bäsksjö om att få anlägga ett nybygge på Bremsberget ungefär en halv mil sydost om Bäsksjö. Slåttermarker till detta nybygge insynades året därpå framför allt kring Risträsket och Risträskbäcken. Nybygget anlades emellertid inte på Bremsberget utan på Risträskberget i närheten av slåttermarkerna, men det är oklart av vem. Frihetsbrev utfärdades 12 augusti 1796.
När Risträsks krononybygge skattlades 1812 hette innehavaren Per Andersson. Denne var då innehavare av åker för en tunnas utsäde av korn på ”mager och frostländig jord” och hade tillräckligt med naturslåttermarker för att kunna föda en häst, sex–sju kor och ytterligare några småkreatur över vintern. Nybygget hade tillgång till gott mulbete, husbehovsskog och fiskevatten. Det skattlades till 3/16 mantal. 

### Sänkningen av Risträsket

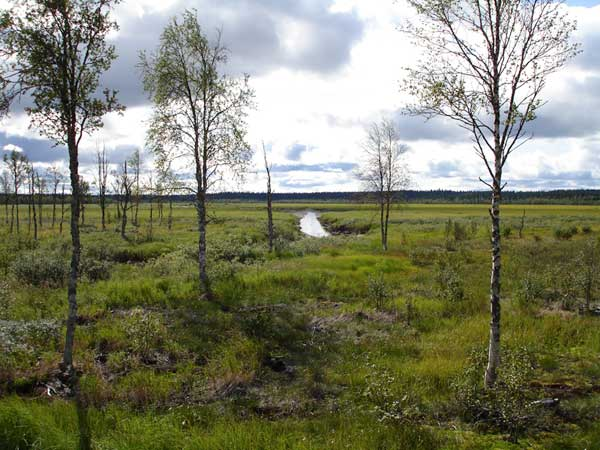
Risträsket i augusti 2009.

År 1815 hade Per Andersson fått sällskap av ytterligare en nybyggare, Mårten Andersson. De ansökte om att få sänka Risträsket och reglera den med en damm för att öka avkastningen av hö. Ansökan beviljades och det omfattande arbetet pågick sedan i ett par års tid. Därefter sänktes sjön ytterligare fyra gånger, senast mellan åren 1936 och 1946. Resultatet blev en kraftigt ökad avkastning, vilket skapade förutsättningar för att hålla betydligt fler djur.
- 1884 var slåtterarealen 35 hektar och avkastningen 33 ton foder.
- 1903 var slåtterarealen 50 hektar och avkastningen 44,5 ton foder.
- 1946 var slåtterarealen 140 hektar och avkastningen 126 ton foder. [3]

Sedan geografen John Frödin varit på studiebesök 1949 konstaterade han: ”Ett av de vackraste exemplen i vårt land på sänkta dammsjöar torde vara Risträsk”. I sin studie Skogar och myrar i norra Sverige i deras funktion som betesmark och slåtter beskrev Frödin utförligt hur skötseln gick till. På hösten sattes dammluckan för utloppet, så att vattnet fick stå högt under vintern. I samband med snösmältningen på våren tappade man ur en del vatten så att islossningen skulle kunna ske utan skada på hässjorna. Därefter fick vattnet stiga. I slutet av juni började man återigen tappa ur vatten, mycket försiktigt för att det bördiga bottenslammet skulle stanna kvar. Man tappade ur så pass att topparna av starren, den naturliga fodervegetationen, stack upp ur vattnet och kunde börja växa under solens inverkan. I mitten av juli urtappades sedan sjön helt och hållet, och när marken torkat upp började slåttern.
Slåttern i Risträsket upphörde 1960. År 1998 ansökte Risträsk intresseförening om medel från länsstyrelsen och Svensk våtmarksfond för att restaurera dammen och åter börja reglera vattennivån i sjön. Hösten 1999 byttes dammen ut och regleringen inleddes på nytt.

## Riksintresse
Risträsk by är idag en av bäst bevarade lidbyarna på Stöttingfjället. Gårdarna ligger uppe på höjden, där frostrisken var som minst, och byggnaderna är till stor del välbevarade. På myrarna nedanför finns de tidigare livsavgörande slåttermarkerna, vars diken och dammanläggningar visar på olika metoder att öka produktionen av naturfoder. Allt detta gör att Risträsk by har förklarats vara av riksintresse för kulturmiljövården. 

## John Lindgrens samlingar
I Risträsk finns ett museum med föremål från byn, insamlade av risträskbon och hembygdsentusiasten John Lindgren (1917–2003), som före sin död skänkte både museet och sina samlingar till Vilhelmina museum. Enligt ett tjänstemannaförslag inom Vilhelmina kommun i mars 2009 kommer museet att läggas ned för att spara pengar. 
John Lindgrens omfattande samlingar av dokument, intervjuer, kartor och fotografier finns på Vilhelmina museum. En stor del av de dokument som rör Risträsks och Bäsksjö byar, liksom bilder på insamlade föremål, finns tillgängliga på nätet.

## Risträskskogen
På Risträskberget i anslutning till Risträsks by finns ett naturreservat, kallat Risträskskogen. Det bildades 1973 och består av 14 hektar gles och gammal granskog av höjdlägestyp. Sedan 2002 ingår reservatet i Natura 2000. 